# Lista de senadores do Brasil da 44.ª legislatura
Esta é a lista de senadores do Brasil da 44.ª legislatura do Congresso Nacional. Inclui-se o nome civil dos parlamentares, o partido ao qual eram filiados na data da posse, sua unidade federativa de origem, bem como outras informações. Esta legislatura do Senado Federal durou de 1 de fevereiro de 1971 a 31 de janeiro de 1975.

## Composição das bancadas
| # | Partido | Líder          | Bancada | Posição  |
| - | ------- | -------------- | ------- | -------- |
|   | ARENA   |                | 59 / 66 | Governo  |
|   | MDB     | Paulo Brossard | 7 / 66  | Oposição |

## Mesa diretora
| Imagem | Cargo              | Período   | Nome                                                            | Partido | Estado            |
| ------ | ------------------ | --------- | --------------------------------------------------------------- | ------- | ----------------- |
|        | Presidente         | 1971-1973 | Petrônio Portella                                               | ARENA   | Piauí             |
|        | Presidente         | 1973      | Filinto Muller                                                  | ARENA   | Mato Grosso       |
|        | Presidente         | 1973-1975 | Paulo Francisco Torres                                          | ARENA   | Rio de Janeiro    |
|        | 1° Vice-Presidente |           | Jarbas Passarinho (Jarbas Gonçalves Passarinho)                 | ARENA   | Pará              |
|        | 2° Vice-Presidente |           | Virgílio Távora (Virgílio de Morais Fernandes Távora)           | ARENA   | Ceará             |
|        | 1° Secretário      |           | Ney Braga (Ney Aminthas de Barros Braga)                        | ARENA   | Paraná            |
|        | 2° Secretário      |           | Nelson Carneiro (Nelson de Souza Carneiro)                      | MDB     | Guanabara         |
|        | 3° Secretário      |           | Daniel Krieger                                                  | ARENA   | Rio Grande do Sul |
|        | 4° Secretário      |           | Eurico Resende (Eurico Vieira de Rezende)                       | ARENA   | Espírito Santo    |
|        | 1° Suplente        |           | Fernando Correia da Costa                                       | ARENA   | Mato Grosso       |
|        | 2° Suplente        |           | Paulo Torres (Paulo Francisco Torres)                           | ARENA   | Rio de Janeiro    |
|        | 3° Suplente        |           | Rui Carneiro                                                    | MDB     | Paraíba           |
|        | 4° Suplente        |           | Alberto Carvalho Pinto (Carlos Alberto Alves de Carvalho Pinto) | ARENA   | São Paulo         |

## Senadores em exercício ao fim da legislatura
| Imagem              | Nome                                                                 | Partido | Início de mandato       | Fim de mandato          | Observações                                     |
| Acre                | Acre                                                                 | Acre    | Acre                    | Acre                    | Acre                                            |
| ------------------- | -------------------------------------------------------------------- | ------- | ----------------------- | ----------------------- | ----------------------------------------------- |
|                     | Adalberto Sena (Adalberto Correia Sena)                              | MDB     | 1° de fevereiro de 1963 | 21 de janeiro de 1982   | [ 2 ]                                           |
|                     | Geraldo Mesquita (Geraldo Gurgel de Mesquita)                        | ARENA   | 1° de fevereiro de 1971 | 14 de março de 1975     | Eleito Governador do Acre em 1974               |
|                     | José Guiomard (José Guiomard dos Santos)                             | ARENA   | 1° de fevereiro de 1963 | 31 de janeiro de 1983   | [ 4 ]                                           |
| Alagoas             |                                                                      |         |                         |                         |                                                 |
|                     | Teotônio Vilela (Teotônio Brandão Vilela)                            | ARENA   | 1° de fevereiro de 1967 | 31 de janeiro de 1983   | [ 5 ]                                           |
|                     | Arnon de Mello (Arnon Affonso de Farias Mello)                       | ARENA   | 1° de fevereiro de 1963 | 31 de janeiro de 1983   | [ 6 ]                                           |
|                     | Luís Cavalcanti (Luís de Sousa Cavalcanti)                           | ARENA   | 1° de fevereiro de 1971 | 31 de janeiro de 1987   | [ 7 ]                                           |
| Amazonas            |                                                                      |         |                         |                         |                                                 |
|                     | Flávio Brito (Flávio da Costa Brito)                                 | ARENA   | 5 de maio de 1969       | 31 de janeiro de 1975   | Suplente de Álvaro Maia                         |
|                     | José Esteves (José Raimundo Esteves)                                 | ARENA   | 1° de fevereiro de 1971 | 23 de janeiro de 1978   | Faleceu no curso do mandato                     |
|                     | José Lindoso (José Bernardino Lindoso)                               | ARENA   | 1° de fevereiro de 1971 | 31 de janeiro de 1979   | [ 10 ]                                          |
| Bahia               |                                                                      |         |                         |                         |                                                 |
|                     | Antônio Fernandes (Antônio da Silva Fernandes)                       | ARENA   | 2 de março de 1970      | 31 de janeiro de 1975   | Suplente de Aluísio Carvalho Filho              |
|                     | Heitor Dias (Heitor Dias Pereira)                                    | ARENA   | 1° de fevereiro de 1971 | 31 de janeiro de 1979   | [ 12 ]                                          |
|                     | Rui Santos                                                           | ARENA   | 1° de fevereiro de 1971 | 31 de janeiro de 1979   | [ 13 ]                                          |
| Ceará               |                                                                      |         |                         |                         |                                                 |
|                     | Waldemar Alcântara (José Waldemar de Alcântara e Silva)              | ARENA   | 23 de junho de 1968     | 31 de janeiro de 1975   | Suplente de Paulo Sarasate                      |
|                     | Virgílio Távora (Virgílio de Morais Fernandes Távora)                | ARENA   | 1° de fevereiro de 1971 | 31 de janeiro de 1979   | [ 15 ]                                          |
|                     | Wilson Gonçalves                                                     | ARENA   | 1° de fevereiro de 1963 | 22 de novembro de 1978  | Nomeado para o Tribunal Federal de Recursos     |
| Espírito Santo      |                                                                      |         |                         |                         |                                                 |
|                     | Carlos Lindenberg (Carlos Fernando Monteiro Lindenberg)              | ARENA   | 1° de fevereiro de 1967 | 31 de janeiro de 1975   | [ 17 ]                                          |
|                     | Eurico Resende (Eurico Vieira de Rezende)                            | ARENA   | 1° de fevereiro de 1963 | 31 de janeiro de 1979   | [ 18 ]                                          |
|                     | João Calmon (João de Medeiros Calmon)                                | ARENA   | 1° de fevereiro de 1971 | 31 de janeiro de 1983   | [ 19 ]                                          |
| Goiás               |                                                                      |         |                         |                         |                                                 |
|                     | Emival Caiado (Emival Ramos Caiado)                                  | ARENA   | 1° de dezembro de 1970  | 12 de junho de 1974     | [ 20 ]                                          |
|                     | Benedito Ferreira (Benedito Vicente Ferreira)                        | ARENA   | 1° de fevereiro de 1971 | 31 de janeiro de 1987   | [ 21 ]                                          |
|                     | Osires Teixeira                                                      | ARENA   | 1° de fevereiro de 1971 | 31 de janeiro de 1979   | [ 22 ]                                          |
| Guanabara           |                                                                      |         |                         |                         |                                                 |
|                     | Danton Jobim (Danton Pinheiro Jobim)                                 | MDB     | 1° de dezembro de 1970  | 26 de fevereiro de 1978 | Faleceu no curso do mandato                     |
|                     | Nelson Carneiro (Nelson de Souza Carneiro)                           | MDB     | 1° de fevereiro de 1971 | 31 de janeiro de 1995   | [ 24 ]                                          |
|                     | Benjamin Farah (Benjamin Miguel Farah)                               | MDB     | 1° de fevereiro de 1971 | 31 de janeiro de 1979   | [ 25 ]                                          |
| Maranhão            |                                                                      |         |                         |                         |                                                 |
|                     | Clodomir Millet (Clodomir Teixeira Millet)                           | ARENA   | 1° de fevereiro de 1967 | 31 de janeiro de 1975   |                                                 |
|                     | Alexandre Costa (Alexandre Alves Costa)                              | ARENA   | 1° de fevereiro de 1971 | 5 de março de 1995      |                                                 |
|                     | José Sarney (José Ribamar Ferreira de Araújo Costa)                  | ARENA   | 1° de fevereiro de 1971 | 14 de março de 1975     |                                                 |
| Mato Grosso         |                                                                      |         |                         |                         |                                                 |
|                     | Fernando Correia da Costa                                            | ARENA   | 1° de fevereiro de 1967 | 31 de janeiro de 1975   |                                                 |
|                     | Italívio Coelho (Italívio Martins Coelho)                            | ARENA   | 12 de julho de 1973     | 31 de janeiro de 1979   | Suplente de Filinto Müller                      |
|                     | Saldanha Derzi (Rachid Saldanha Derzi)                               | ARENA   | 1° de fevereiro de 1971 | 31 de janeiro de 1995   |                                                 |
| Minas Gerais        |                                                                      |         |                         |                         |                                                 |
|                     | José Augusto Ferreira Filho                                          | ARENA   | 17 de janeiro de 1972   | 31 de janeiro de 1975   | Suplente de Milton Campos                       |
|                     | Gustavo Capanema (Gustavo Capanema Filho)                            | ARENA   | 1° de fevereiro de 1971 | 31 de janeiro de 1979   | [ 27 ]                                          |
|                     | José Magalhães Pinto (José de Magalhães Pinto)                       | ARENA   | 1° de fevereiro de 1971 | 31 de janeiro de 1979   | [ 28 ]                                          |
| Pará                |                                                                      |         |                         |                         |                                                 |
|                     | Jarbas Passarinho (Jarbas Gonçalves Passarinho)                      | ARENA   | 1° de fevereiro de 1967 | 31 de janeiro de 1983   | [ 29 ]                                          |
|                     | Edward Cattete Pinheiro                                              | ARENA   | 1° de fevereiro de 1963 | 31 de janeiro de 1979   | [ 30 ]                                          |
|                     | Renato Franco (João Renato Franco)                                   | ARENA   | 1° de fevereiro de 1971 | 31 de janeiro de 1979   | [ 31 ]                                          |
| Paraíba             |                                                                      |         |                         |                         |                                                 |
|                     | Rui Carneiro                                                         | MDB     | 1° de fevereiro de 1951 | 20 de julho de 1977     | [ 32 ]                                          |
|                     | Domício Gondim (Domício Gondim Barreto)                              | ARENA   | 1° de fevereiro de 1963 | 5 de junho de 1978      | Faleceu no curso do mandato                     |
|                     | Milton Cabral (Milton Bezerra Cabral)                                | ARENA   | 1° de fevereiro de 1971 | 31 de janeiro de 1987   | [ 34 ]                                          |
| Paraná              |                                                                      |         |                         |                         |                                                 |
|                     | Ney Braga (Ney Aminthas de Barros Braga)                             | ARENA   | 1° de fevereiro de 1967 | 31 de janeiro de 1979   | [ 35 ]                                          |
|                     | Francisco Accioly Filho (Francisco Accioly Rodrigues da Costa Filho) | ARENA   | 1° de fevereiro de 1971 | 31 de janeiro de 1979   | [ 36 ]                                          |
|                     | João Matos Leão (João de Matos Leão)                                 | ARENA   | 1° de fevereiro de 1971 | 31 de janeiro de 1979   | [ 37 ]                                          |
| Pernambuco          |                                                                      |         |                         |                         |                                                 |
|                     | João Cleofas (João Cleofas de Oliveira)                              | ARENA   | 1° de fevereiro de 1967 | 31 de janeiro de 1975   | [ 38 ]                                          |
|                     | Paulo Guerra (Paulo Pessoa Guerra)                                   | ARENA   | 1° de fevereiro de 1971 | 9 de julho de 1977      | Faleceu no curso do mandato                     |
|                     | Wilson Campos (Wilson de Queirós Campos)                             | ARENA   | 1° de fevereiro de 1971 | 1° de julho de 1975     | Teve o mandato cassado com base no AI-5         |
| Piauí               |                                                                      |         |                         |                         |                                                 |
|                     | Petrônio Portella (Petrônio Portella Nunes)                          | ARENA   | 1° de fevereiro de 1967 | 31 de janeiro de 1979   | [ 41 ]                                          |
|                     | Fausto Gaioso (Fausto Gaioso Castelo Branco)                         | ARENA   | 1° de fevereiro de 1971 | 31 de janeiro de 1979   | [ 42 ]                                          |
|                     | Helvídio Nunes (Helvídio Nunes de Barros)                            | ARENA   | 1° de fevereiro de 1971 | 31 de janeiro de 1987   | [ 43 ]                                          |
| Rio de Janeiro      |                                                                      |         |                         |                         |                                                 |
|                     | Paulo Torres (Paulo Francisco Torres)                                | ARENA   | 1° de fevereiro de 1967 | 31 de janeiro de 1975   | [ 44 ]                                          |
|                     | Amaral Peixoto (Ernâni do Amaral Peixoto)                            | MDB     | 1° de fevereiro de 1971 | 31 de janeiro de 1987   | [ 45 ]                                          |
|                     | João Vasconcelos Torres (João Batista de Vasconcelos Torres)         | ARENA   | 1° de fevereiro de 1963 | 31 de janeiro de 1979   | [ 46 ]                                          |
| Rio Grande do Norte |                                                                      |         |                         |                         |                                                 |
|                     | Luís de Barros (Luís de Gonzaga Barros)                              | ARENA   | 22 de setembro de 1973  | 31 de janeiro de 1975   | Suplente de Francisco Duarte Filho              |
|                     | Dinarte Mariz (Dinarte de Medeiros Mariz)                            | ARENA   | 1° de fevereiro de 1963 | 9 de julho de 1984      | [ 48 ]                                          |
|                     | Jessé Freire (Jessé Pinto Freire)                                    | ARENA   | 1° de fevereiro de 1971 | 13 de outubro de 1980   | [ 49 ]                                          |
| Rio Grande do Sul   |                                                                      |         |                         |                         |                                                 |
|                     | Guido Mondin (Guido Fernando Mondin)                                 | ARENA   | 1° de fevereiro de 1959 | 31 de janeiro de 1975   | Nomeado Ministro do Tribunal de Contas da União |
|                     | Daniel Krieger                                                       | ARENA   | 1° de fevereiro de 1955 | 31 de janeiro de 1979   | [ 51 ]                                          |
|                     | Tarso Dutra (Tarso de Morais Dutra)                                  | ARENA   | 1° de fevereiro de 1971 | 5 de maio de 1983       | [ 52 ]                                          |
| Santa Catarina      |                                                                      |         |                         |                         |                                                 |
|                     | Celso Ramos                                                          | ARENA   | 1° de fevereiro de 1967 | 31 de janeiro de 1975   | [ 53 ]                                          |
|                     | Lenoir Vargas (Lenoir Vargas Ferreira)                               | ARENA   | 1° de fevereiro de 1971 | 1° de agosto de 1986    | [ 54 ]                                          |
|                     | Antônio Carlos Konder Reis                                           | ARENA   | 1° de fevereiro de 1963 | 14 de março de 1975     | Eleito Governador de Santa Catarina em 1974     |
| São Paulo           |                                                                      |         |                         |                         |                                                 |
|                     | Alberto Carvalho Pinto (Carlos Alberto Alves de Carvalho Pinto)      | ARENA   | 1° de fevereiro de 1967 | 31 de janeiro de 1975   | [ 56 ]                                          |
|                     | Orlando Gabriel Zancaner                                             | ARENA   | 1° de fevereiro de 1971 | 31 de janeiro de 1976   | [ 57 ]                                          |
|                     | Paulo Maluf (Paulo Salim Maluf)                                      | ARENA   | 1° de fevereiro de 1976 | 31 de janeiro de 1979   | [ 58 ]                                          |
|                     | Franco Montoro (André Franco Montoro)                                | MDB     | 1° de fevereiro de 1971 | 15 de março de 1983     | [ 59 ]                                          |
| Sergipe             |                                                                      |         |                         |                         |                                                 |
|                     | Leandro Maciel (Leandro Maynard Maciel)                              | ARENA   | 1° de fevereiro de 1967 | 31 de janeiro de 1975   | [ 60 ]                                          |
|                     | Augusto Franco (Augusto do Prado Franco)                             | ARENA   | 1° de fevereiro de 1971 | 31 de janeiro de 1979   | [ 61 ]                                          |
|                     | Lourival Baptista                                                    | ARENA   | 1° de fevereiro de 1971 | 31 de janeiro de 1995   | [ 62 ]                                          |